# Pode
『Pode』（フォーディ）は、ノルウェーのゲームソフト開発会社Henchman & Goonが開発、発売したアクションパズルゲーム。

## 概要
仲間からはぐれて地上に落下した流れ星が小さな岩と出会い、協力しながら岩山を登って頂上から空へ帰ることを目指す物語。様々な能力を持つ2体のキャラクターを操作し、岩山内部の各部屋の謎解きを進めていく。2体の操作は任意で切り替えできるほか、2個のコントローラを用いてそれぞれを操作することもできる。
作品内の美術要素として、ノルウェーの民族衣装ブーナッドの刺繍柄やノルウェー発祥の絵付け技法であるローズマリングをモチーフにした独特の模様が随所に用いられている。
なお、タイトルの「Pode」はノルウェー語で植物の移植を意味する。作中では、山の中腹で自生する巨大植物「マザープラント」（Mother Plant）に探索で見つけた種を移植することで成長し、山の頂上へ登る足掛かりとなる。

## システム
舞台となる岩山の内部では謎解き要素のある部屋が連続しており、謎を解くことで次の部屋へ続く扉が開く。一度訪れた部屋はゲーム中断時の画面から選択して瞬時に移動できる。
流れ星と岩の基本アクションは歩行とジャンプで、互いの体の上に乗ることもできる。また、2体は以下のような特徴がある。一部はゲームの進行度合いに応じて追加される。
流れ星
- 光を放つことで、土の地面に植物を生やす、一部の壁に文様を浮かび上がらせる、氷を溶かすといった効果が現れる。
- ジャンプ後にゆっくり落下してより遠くへ着地できる。
- 体が軽いため、水面の歩行や上昇気流の場所での浮遊ができる。一方で、地面に設置された仕掛け用のスイッチを踏んでも反応しない。
- ワープ地点を設置し別の場所から設置地点にワープできる。
- 暗闇で周囲を照らす。

岩
- 岩でできた一部の地面や壁の形状を変化させる。
- 磁力を発して金属質の物を引き寄せる。
- 体をかがめて狭い通路をくぐることができる。
- 体内に物を取り込んで運ぶ。流れ星を取り込んだ状態では、前方に強い光を放ったり流れ星を発射して遠くへ飛ばしたりでき、流れ星がワープ地点を設置している場合は2体同時のワープが可能となる。なお、この状態では狭い通路をくぐることはできない。

このほか、2体が手を繋いだ状態では2体の一部能力を同時に発動したり特定の仕掛けを作動させたりできる。また、ゲーム終盤では2体が離れている状態での位置入れ替えが可能となる。

## 開発
本作の開発は2015年6月に始まった。当初は開発資金のほとんどを自社で賄っていたが、後に、西ノルウェー映画センター（Vestnorsk Filmsenter）、ノルウェー映画協会、Zefyr Media Fundの各組織より助成金が支給された。また、クラウドファンディング媒体のPatreonを通じて継続的な資金援助を募っている。
前述のように、本作には2人で協力してプレイできる要素がある。Henchman & GoonのCEOで本作のディレクターも務めたYngvill Hopenは自身の幼い息子と一緒に楽しめる経験が欲しいとの考えが本作開発の動機の一つとしており、子供やゲーム経験の少ないプレイヤーであっても協力し貢献できることを目指し制作された。

## 受賞・ノミネート
- Game Developers Conference 2018 「Unity 3D Game Art Challenge」受賞（他作品と共同）[14]
- Game Connection（英語版） America 2018 Development Awards 「Best casual game」受賞、「Best quality of art」ノミネート[15]
- 9th Hollywood Music in Media Awards（英語版） 「Original Score - Video Game」部門ノミネート[16]
- Spillprisen 2018 「Beste lyd（Best Audio）」「Beste visuelle uttrykk（Best Art）」「Beste moro for alle（Best Fun for Everyone）」受賞[17]
- 2019 G.A.N.G. Awards 「Best Original Soundtrack Album」ノミネート[18]
- Nordic Game Awards 2019 「Best Art」受賞、「Nordic Game of the Year」「Best Game Design」「Best Fun for Everyone」ノミネート[19]